# 菅実秀
菅 実秀（すげ さねひで、1830年2月1日（文政13年1月8日） - 1903年（明治36年）2月17日）は、幕末・明治の武士・庄内藩中老・官吏。西郷隆盛に師事した。

## 人物
出羽国鶴岡（現・山形県鶴岡市）元曲師町に庄内藩士・菅実則（九十郎）の子として生まれる。
幼少から才学に優れ、1849年（嘉永2年）父病気のため150石の家禄を継ぎ、1853年（嘉永6年）、世子酒井忠恕の近習に抜擢されるが、1858年（安政5年）忠恕の急逝のため職を免ぜられた。
1861年（文久元年）藩主酒井忠寛の近習頭となり、1863年（文久3年）、郡奉行を経て家老松平権十郎を補佐して江戸市中取締の任に就く。1867年（慶応3年）藩主酒井忠篤の信任を得て側用人に進んだ。
戊辰戦争のときは藩の軍事掛を務め、薩長軍の清川口侵攻を防ぐ。庄内藩帰順降伏後、藩主の移封阻止や旧藩士の士族授産を図る松ヶ岡開墾などに活躍し、1869年（明治2年）中老、翌年大泉藩（庄内藩から改称）権大参事、1871年（明治4年）廃藩置県の施行により、11月酒田県権参事に任ぜられ、初めて西郷南洲（隆盛）と交わる。しかし、農民の年貢金納の要求や種夫食貸付利米の追求（ワッパ騒動）を受けて官職を去る。
1875年（明治8年）松平久厚（甚三郎）らとともに鹿児島に赴いて南洲に師事する。西南戦争の折、南洲に私淑する旧藩士たちが「庄内も挙兵すべし」といきり立ったが、それを説得し思いとどまらせた。
南洲没後は鶴岡に隠棲する。「御家禄」と称された藩主側近保守派の頭領として、荘内銀行の前身である六十七銀行、米商会所や本間光美（酒田本間家6代当主）からの進言によって山居倉庫の設置、蚕種、製糸、機業等酒井伯爵家関係の諸事業を興し、治世面でも影の力となって、強大な影響力を与えた。また、同士ともに1890年（明治23年）『南洲翁遺訓』を発刊し、その趣意の普及に努めた。
1903年（明治36年）2月17日、自宅にて死去。享年74。鶴岡の井岡寺に葬られる。

## 銅像
酒田市飯盛山に所在する荘内南洲会が管理・運営する南洲神社と、鹿児島市武の西郷屋敷跡には、菅と南洲が対話している「徳の交わり座像」がある。

## 親族
- 四男 - 菅実。酒井伯爵家家扶、六十七銀行第7代頭取[5]。
- 玄孫 - 菅秀二[8]。現：菅家当主。